# Mbabane
Mbabane este capitala statului african Eswatini. Orașul are circa 70.000 de locuitori, fiind situat în vestul țării, în provincia Hhohho. Localitatea a fost întemeiată de coloniștii englezi în anul 1902. Principalul venit economic al orașului provine din exploatarea zăcămintelor de zinc și fier din apropiere.